# Nseh-Makop
Nseh-Makop est un village du Cameroun situé dans la commune de Ndu. Il est rattaché au département du Donga-Mantung, dans la région du Nord-Ouest.

## Géographie
La rivière Mbim prend sa source à Nseh, avant de traverser Ntundip.

## Climat
Le climat, de type soudano-guinéen, est marqué par deux saisons et une pluviométrie unimodale. Durant la saison sèche, de novembre à mi-mars, les précipitations sont moindres, en particulier pendant les mois de janvier et février où les précipitations atteignent des valeurs proches de zéro. Pendant la saison des pluies, les précipitations dépassent parfois 400 mm par mois, en particulier en juillet, août et septembre. Chaque année, les précipitations vont de 1 300 à 3 000 mm, avec une moyenne de 2 000 mm.

## Population
Le Bureau central des recensements et des études de population (BCREP) a réalisé un recensement en 2005, qui évaluait à 536 le nombre d'habitants ; ce chiffre inclus 250 hommes et 286 femmes.
Nseh-Makop est une des 10 chefferies du clan Wiya. Les villageois ne semblent pas avoir de relations définies avec les villageois des autres villages. On pense que ses habitants viennent des terres Nso dans la région Bui.

## Économie
Plus de 90 % des villageois de la commune de Ndu vivent de l’agriculture. La diversité des sols de la région permet de cultiver une grande variété de produits. Ainsi on peut trouver de la culture d’huile de palme et de riz en basse altitude et des plantations de pomme de terre irlandaise en haute altitude. Les autres cultures fréquentes incluent le thé, l’huile de palme, les plantations de café, de riz, de maïs, de haricots, de pommes de terre, d'ignames ainsi que de bananes plantains. Divers systèmes de production agricole sont employés, parmi lesquels la jachère, la culture mixte, la monoculture, la culture continue et l'agriculture commerciale.
L’élevage est une activité structurante de la commune. Les bovins, chevaux, chèvres, moutons et volailles y sont nombreux.

## Système éducatif
Le village comprend une école primaire, la GS Nseh –Macop.

## Réseau routier
Nseh est relié aux villages de Ndu, Ngarum et Mbiyeh par une route rurale. Une seconde route passe par Ndu et Nsih Odoh avant de rejoindre Nseh.